# Villafalletto
Villafalletto (piemontiul: Vila Falèt vagy Vila 'd Coni) település Olaszországban, Piemont régióban, Cuneo megyében. Lakosainak száma 2877 fő (2023. január 1.). Villafalletto Centallo, Fossano, Tarantasca, Vottignasco, Saluzzo, Busca, Savigliano, Costigliole Saluzzo és Verzuolo községekkel határos.

## Népesség
A település lakossága az elmúlt években az alábbi módon változott:
| Lakosok száma | 2906 | 2911 | 2877 |
|               | 2017 | 2018 | 2023 |